# Marianne Reiners-Maaz

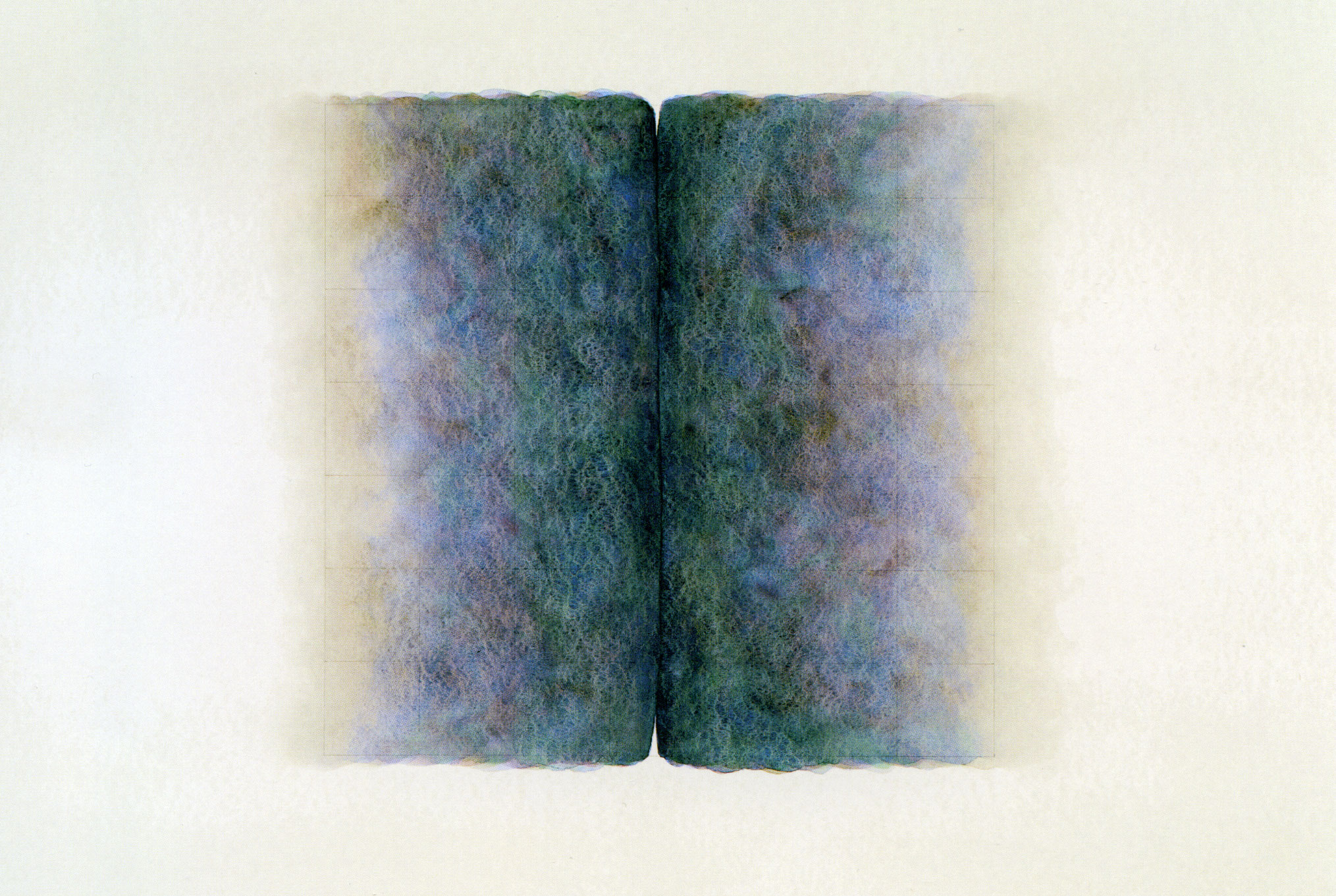
Aquarell aus der Serie Flügel 1993, 70 × 100 cm

Marianne Reiners-Maaz (* 18. Oktober 1948 in Viersen) ist eine deutsche bildende Künstlerin.

## Leben
Marianne Reiners-Maaz ist in Viersen aufgewachsen und hat nach einem Studium der Erziehungswissenschaften und Kunst an der Pädagogischen Hochschule Rheinland Abteilung Neuss bis 1976 an weiterführenden Schulen unterrichtet. Von 1976 bis 1984 gab sie Malkurse an der Volkshochschule Viersen und hielt von 1982 bis 1984 kunstpädagogische Fortbildungsseminare für Erzieherinnen im Auftrag der Caritas Freiburg. Seit 1977 arbeitet sie als freischaffende Künstlerin und präsentiert die Ergebnisse ihres Schaffens regelmäßig in Einzel- und Gruppenausstellungen. Sie ist seit 1983 Mitglied im Bundesverband Bildender Künstler, seit 1985 Mitglied der Deutschen Gesellschaft für christliche Kunst (DG München) und von 1993 an Mitglied der Gemeinschaft Krefelder Künstlerinnen und Künstler.
Werke von Marianne Reiners-Maaz befinden sich u. a. in der Graphischen Sammlung der Stadt Viersen, im Museum Schloss Moyland, im Museum Goch (Sammlung Neumann), im Museum RELiGIO Telgte (Sammlung Röhnisch), im Kunstarchiv Peter Kerschgens Rees-Haldern, in der Jakob Eschweiler-Stiftung Köln, in der Akademie Franz Hitze Haus Münster, im Städtischen Kramer-Museum Kempen.
Marianne Reiners-Maaz lebt und arbeitet in Viersen.

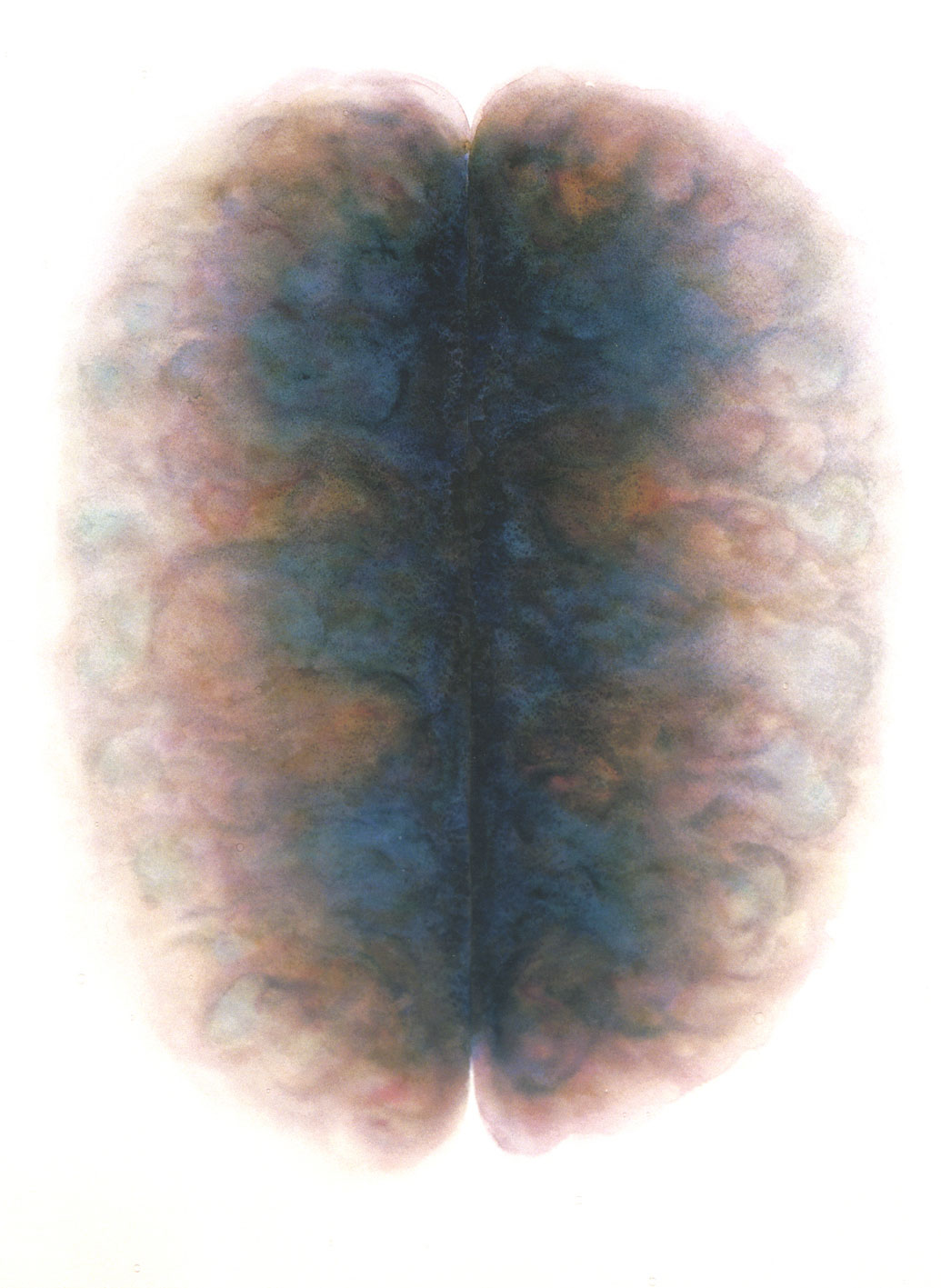
Aquarell aus der Serie Encephalon - Bilder aus dem Kopf 1994- 100 x70 cm

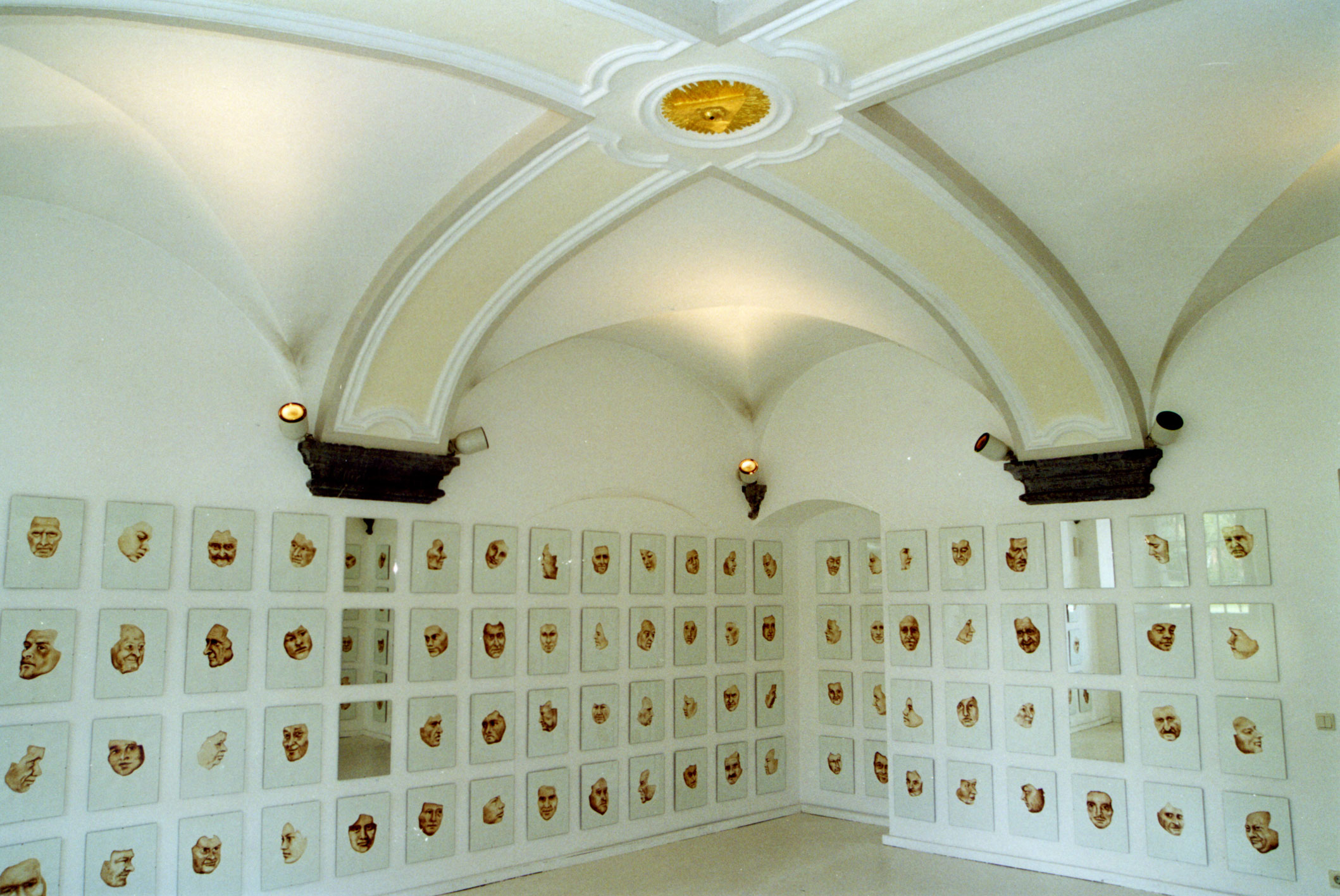
Installation Kunstraum Kempen mit 144 Gesichtern 2000

## Werk
Kennzeichnend für das Werk von Marianne Reiners-Maaz ist die Beschäftigung mit unterschiedlichen Techniken und Ausdrucksformen des Aquarells. Inhaltlich konzentriert sie sich vor allem auf das Thema Gesicht, dem sie sich in umfangreichen Serien und Bildgruppen widmet.
Nach den seit 1988 aus Farbfeldern entwickelten Serien abstrakter Bilder (z. B. Flügel 1993/94 und Encephalon – Bilder aus dem Kopf 1994–96), entstand 1997 für eine Installation im Kunstraum des Kempener Kramer-Museums eine raumbezogene Arbeit mit 144 Gesichtern (Das unbewegliche Bewegtsein des Blickes, realisiert im Jahr 2000). Es folgte als work in progress über Jahre hinweg die Serie face to face mit einzelnen Gesichtern nach Zeitungsfotos, jeweils mit einer Farbschicht überzogen und in wechselnder Ansicht, oft im verlorenen Profil. In weiteren Serien gruppierte sie in unterschiedlichen Konstellationen Gesichter, die teilweise, wie in der Serie Projektionen (2010–12), mit Zahlen oder Buchstaben übermalt sind. Außer mit anonymen Gesichtern hat sie sich auch mit Portraits bekannter Persönlichkeiten auseinandergesetzt, so z. B. 1998 mit Joseph Beuys, 2003 mit Willy Brandt und 2010, in einer Wandinstallation zu den Jüdischen Kulturtagen, mit Bildnissen von 40 jüdischen Künstlern, Musikern, Schriftstellern, Philosophen und Wissenschaftlern (schwarze Acrylfarbe, lasierend auf einzelne Leinwände aufgetragen).
Zum Werk von Marianne Reiners-Maaz schreibt Gabriele Uelsberg im Katalog GESICHTER (Maternushaus Köln 2005): „Die Auseinandersetzung mit dem Gesicht gewinnt in ihrem Werk ab den späten neunziger Jahren einen weiteren Schwerpunkt, und es entstehen seither in unterschiedlichen Gewichtungen konzeptuelle Serien, die sich mit dem Antlitz des Menschen befassen. Marianne Reiners-Maaz wählt zur Realisierung ihrer Gesichtsportraits in der Regel unbekannte Personen, deren Konterfeis sie aus Zeitschriften herausnimmt. Sie minimiert das Antlitz um die Haare, sprich die Frisur, und um den körperlichen Bezug und richtet ihr Augenmerk allein auf das 'Gesichtsfeld', das sie in lasierenden Aquarellmalereien direkt auf den Aquarellkarton setzt. … So flüchtig auch die Darstellung der Gesichter bei näherer Betrachtung ist – nur ein Hauch von Pigment bildet Formen und Volumina – so konkret und getreu erscheint das Abbild hier und bewegt sich in einem Zwischenbereich zwischen Erkennen und Erinnern.“

## Einzelausstellungen (Auswahl)
- 1989 Städtische Galerie im Park Viersen (Katalog „Wasser – Licht – Raum“)
- 1991 Städtische Galerie Werner-Jaeger-Halle Nettetal (mit Willi Irmen)

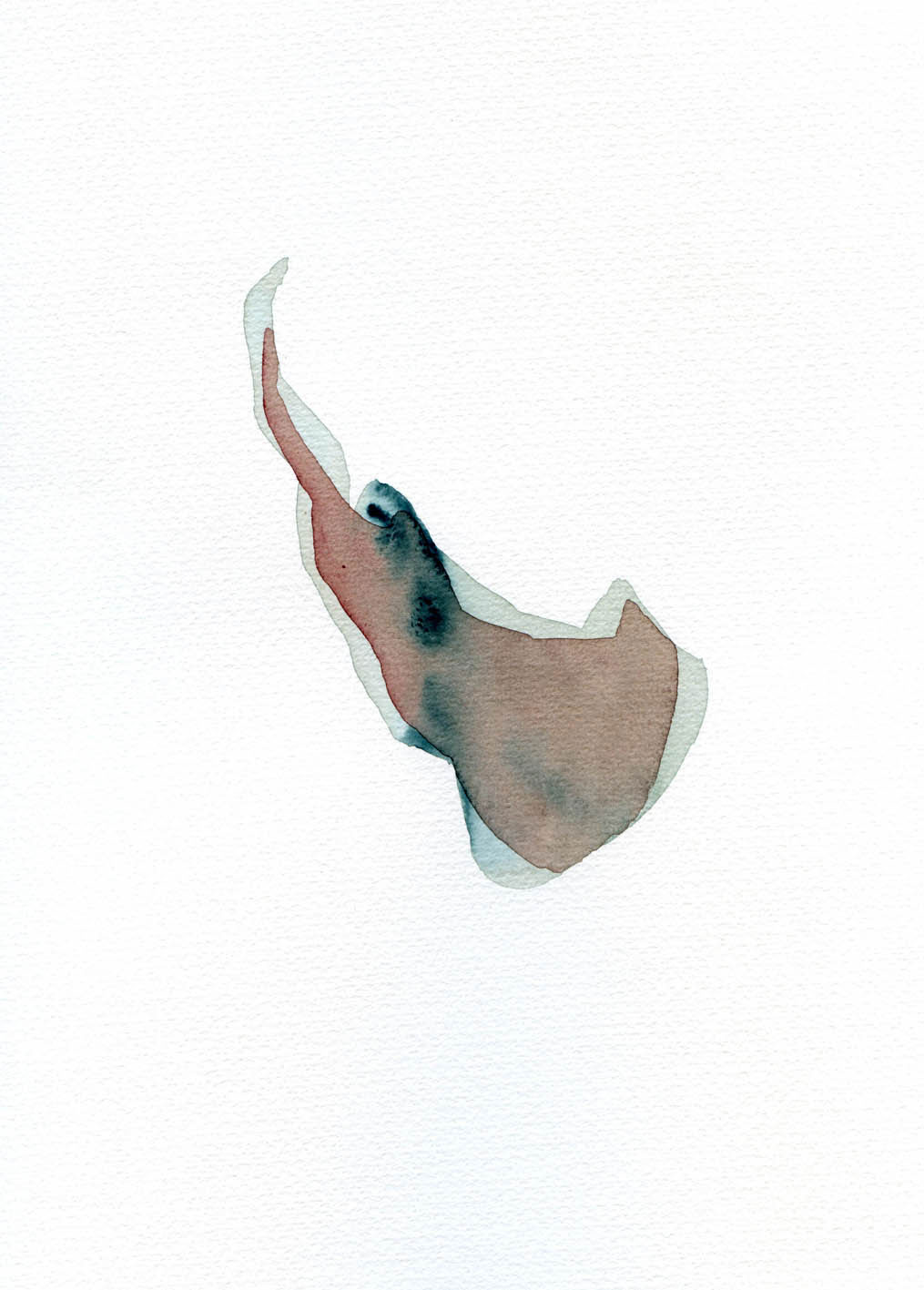
Aquarell aus der Serie face to face - work in progress seit 1999 - 30 × 24 cm

- Aquarell aus der Serie face to face - work in progress seit 1999 - 30 × 24 cm1992 Purdue University Lafayette USA
- 1994 Cusanus-Geburtshaus Bernkastel-Kues
- 1995 Kunstspektrum Krefeld („Encephalon – Bilder aus dem Kopf“)
- 1998 Gemeentehuis Nederweert/NL („24 x Beuys“)
- 1999 Städtisches Museum Kalkar („Kopfbilder“)
- 2000 Museum Schloss Moyland („24 x Beuys“) Städtisches Kramer-Museum Kempen (19. Kunstraum: „Das unbewegliche Bewegtsein des Blickes“)
- 2003 Landtag NRW Düsseldorf („Annäherung durch Wandel / Willy Brandt - das Gesicht“)
- 2005 Maternushaus Köln (Katalog „GESICHTER“)
- 2006 Parlamentsredaktion der RHEINISCHEN POST Berlin (bis 2007) Galerie Konrad Mönter Meerbusch-Osterath (auch 2012 und 2015)
- 2007 Akademie Franz Hitze Haus Münster („Menschenmuster“)
- 2008 Galerie Splettstößer Kaarst (mit Rick Levinson)

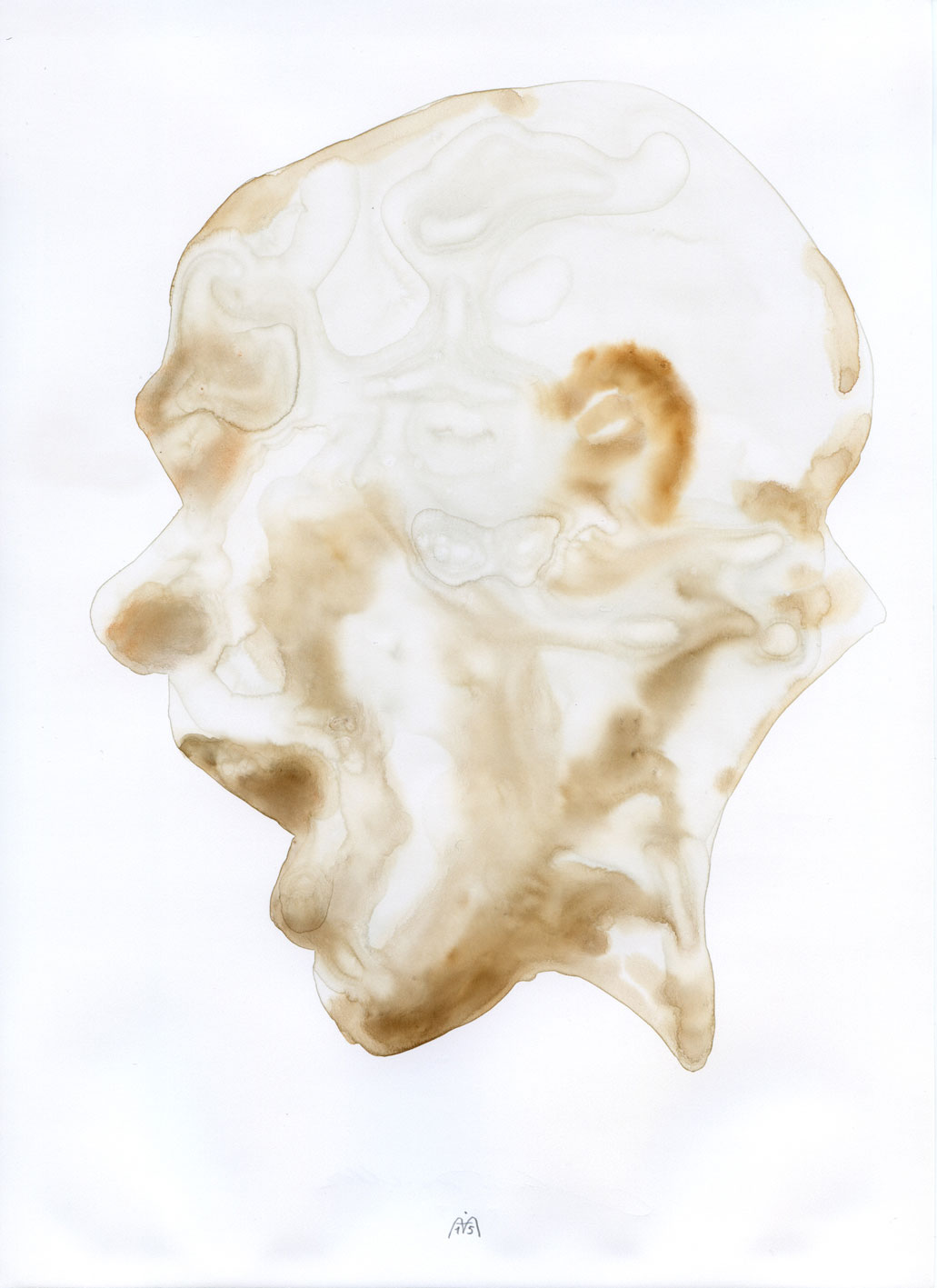
Aquarell auf Steinpapier aus der Serie Aufgelöste Gesichter 2015 - 30 × 21 cm

- Aquarell auf Steinpapier aus der Serie Aufgelöste Gesichter 2015 - 30 × 21 cm2009 Basilika St. Gereon Köln (Installation „Sucht mein Angesicht!“)
- 2013 Galerie Splettstößer Kaarst („Zwei Hemisphären“)
- 2018 Rathaus Korschenbroich („Menschenbilder“)
- 2019 Galerie Splettstößer Kaarst (mit Andrea Radermacher-Mennicken)
- 2023 Galerie Splettstößer Kaarst (mit Setsuko Fukushima und Viktor Nono)

## Gruppenausstellungen (Auswahl)
- 1984 Frauenmuseum Bonn
- 1985 Galerie an der Finkenstraße München (Katalog, Deutsche Gesellschaft für christliche Kunst DG)
- 1989 Kunstpalast Düsseldorf (Katalog: Kunstort Düsseldorf) Maximiliankirche Düsseldorf (Ausstellung der DG München, Katalog Botschaft Bild)
- 1991 Museum Haus Koekkoek Kleve, Salon der Künstler (auch 1992, 1995)
- 1994 Centrum voor Kunst en Vormgeving Tilbug/NL
- 1997 Städtische Galerie im Park Viersen (Katalog: Die Graphische Sammlung der Stadt Viersen)
- 1998 Städtische Galerie Peschkenhaus Moers (Katalog: Arbeiten auf Papier) Kunstverein Krefeld (Jahresgaben)
- 2000 Forum für Kunst Heidelberg
- 2003 cubus-kunsthalle Duisburg (4 x 4 Künstler vom Niederrhein)
- 2006 Städtisches Museum Wesel (Katalog: 25 Jahre Niederrheinischer Kunstverein)
- 2007 Kulturzentrum Kammgarn Schaffhausen/CH Forum Kunst & Architektur Essen
- Aquarell auf Steinpapier aus der Serie Larven 2015 - 21 × 14,8 cm2008 Stedelijk Museum Roermond/NL

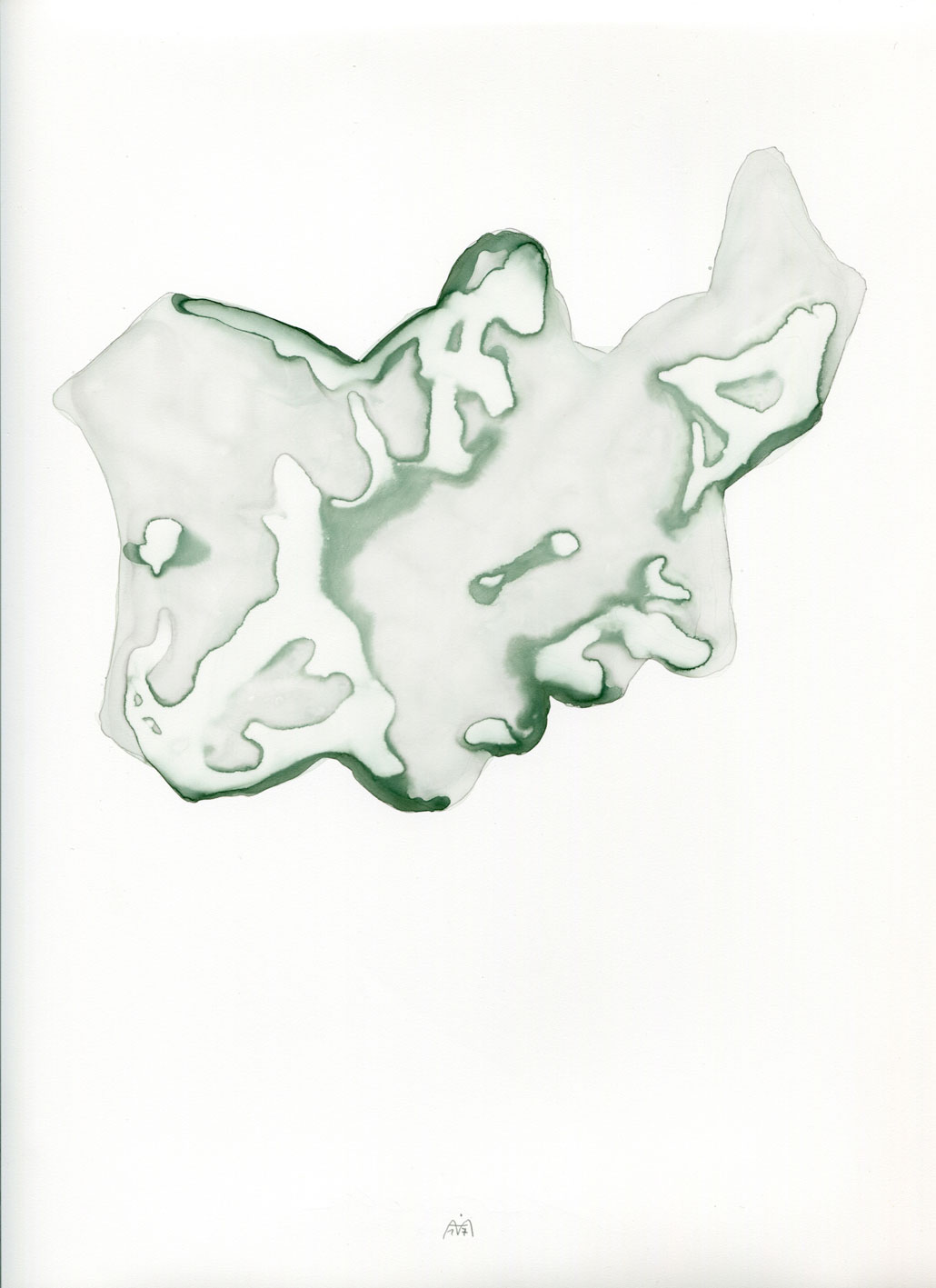
Aquarell auf Steinpapier aus der Serie Larven 2015 - 21 × 14,8 cm

- 2011 Kunstspektrum und Synagoge Krefeld zu den Jüdischen Kulturtagen (So fern – so nah)
- 2015 Städtische Galerie im Park Viersen (Herzblut oder: An welches Bild glaubst Du?)
- 2017 Kunstverein Landshut
- 2018 Städtisches Kramer-Museum Kempen (Katalog: Menschen auf der Suche) Kunstarchiv Peter Kerschgens im BBK Düsseldorf
- 2021 Atelierhaus Aachen (Messenger)
- 2023 Kunst-Spektrum Krefeld (GESPONNEN - VERWOBEN, 650 Jahre Stadt Krefeld)
- 2024 Galerie SK (Solinger Künstler) Solingen

## Kataloge und andere Veröffentlichungen
- 1989 Katalog: Wasser – Licht – Raum, Städtische Galerie im Park Viersen
- 1989 Katalog: Kunstort Düsseldorf, Kunstpalast Düsseldorf
- 1991 Festschrift: 10 Jahre Galerie im Park Viersen
- 1998 Katalog: Kunst in der Region Niederrhein – Arbeiten auf Papier, Moerser Museumsschriften Nr. 3
- 2005 Katalog: GESICHTER, Maternushaus Köln

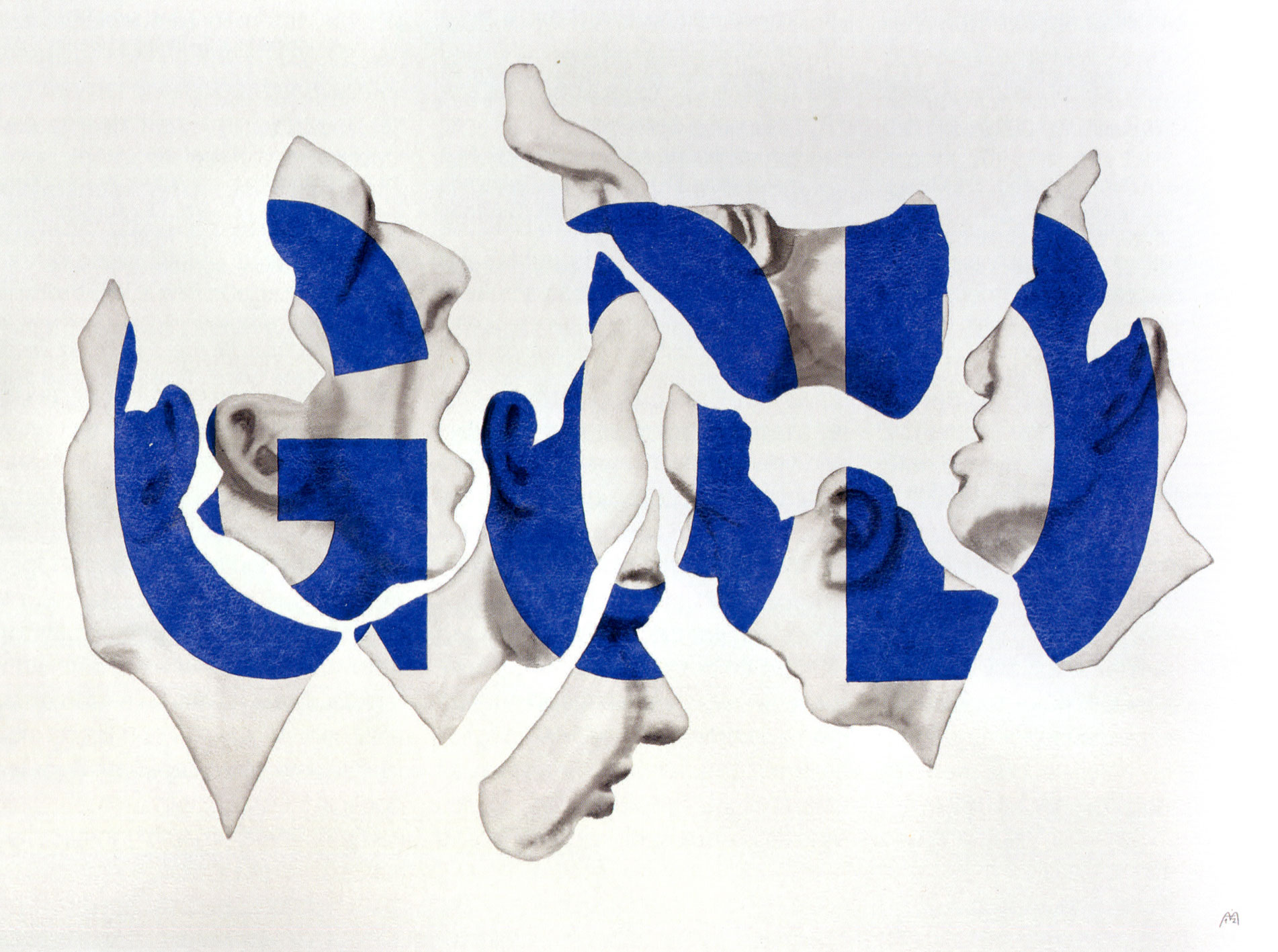
Aquarell aus der Serie Projektionen 2012 - 56 × 76 cm

- Aquarell aus der Serie Projektionen 2012 - 56 × 76 cm2006 Katalog: 25 Jahre Niederrheinischer Kunstverein

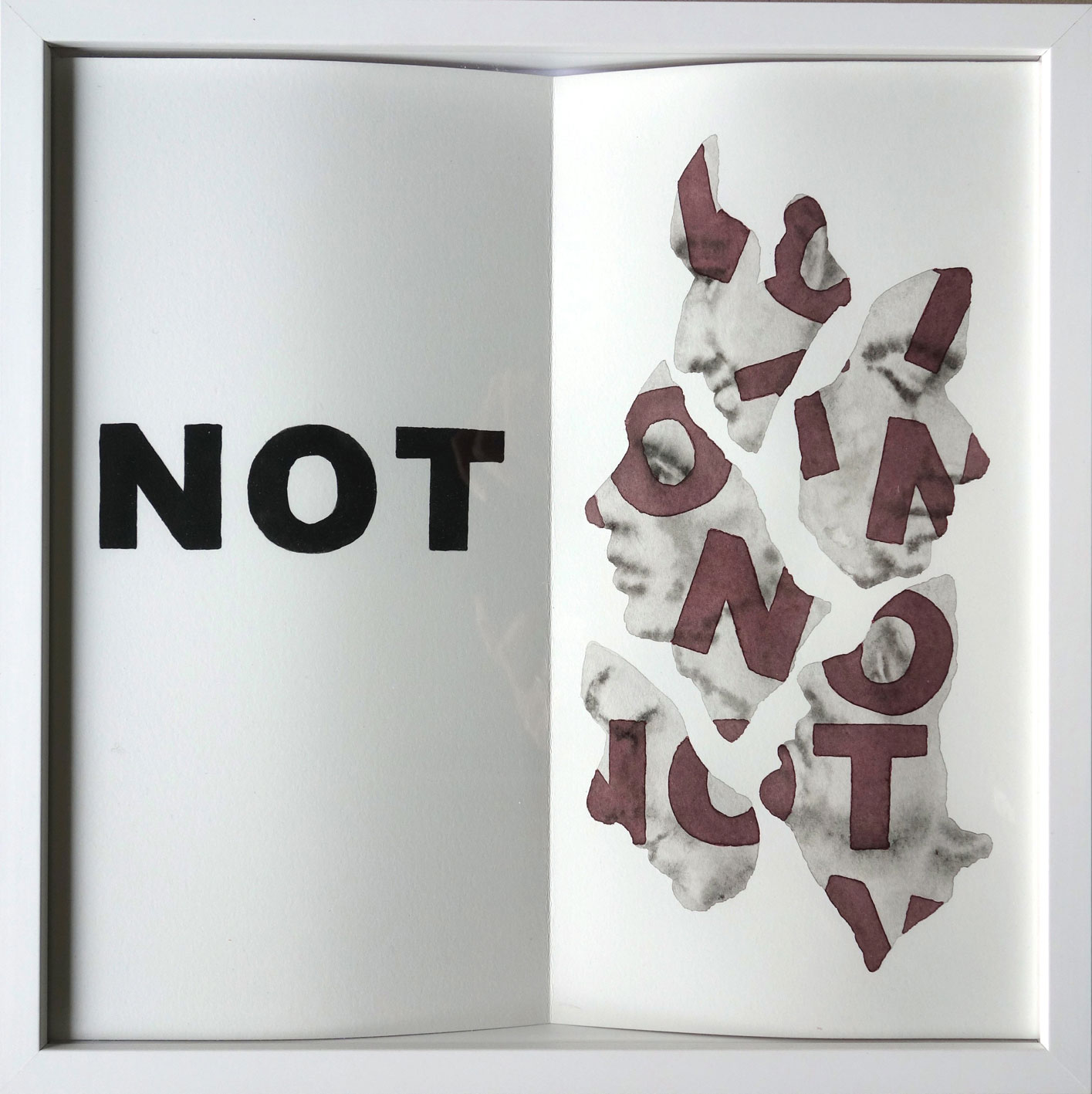
Aquarell-Objekt aus der Serie Buchstücke 2021 - 30 × 30 cm

- Aquarell-Objekt aus der Serie Buchstücke 2021 - 30 × 30 cm2009 Kurt-Peter Gertz: Sechs Fastenzeit-Installationen", St. Martinus in Kaarst ISBN 978-3-9812747-3-8
- 2010 Katalog: Portable Portland – 16 Künstler/innen tragen eine Insel fort, Galerie Splettstößer
- 2014 Kurt-Peter Gertz: STATIONEN – 14 Zeichen, Ein Kreuzweg von Marianne Reiners-Maaz, ISBN 978-3-9812747-9-0
- 2015 Katalog: GKK XL – 40 Jahre Gemeinschaft Krefelder Künstler
- 2018 Katalog: Unterwegs in eine neue Heimat? Menschen auf der Suche, Städtisches Kramer-Museum Kempen
- 2022 Kurt Peter Gertz: Gott in der modernen Kunst, B. Kühlen Verlag Mönchengladbach, S. 188–191 und Cover-Bild, ISBN 978-3-87448-545-6
- 2023 Katalog: 40 Jahre Kunstspektrum, GKK Krefeld